# Hugo Theodor Christoph
Hugo Theodor Christoph, född den 16 april 1831 i Herrnhut, död den 5 november 1894 i Sankt Petersburg, var en tysk-rysk entomolog. Han flyttade till Ryssland 1858 och blev 1880 kurator för Nikolaj Michailovitjs samling av fjärilar.
Christophs samlingar finns bevarade på Natural History Museum i London.
Auktorsnamnet Christoph kan användas för Hugo Theodor Christoph i samband med ett vetenskapligt namn inom zoologin; se Wikipedia-artiklar som länkar till auktorsnamnet.